# Impavido-Klasse

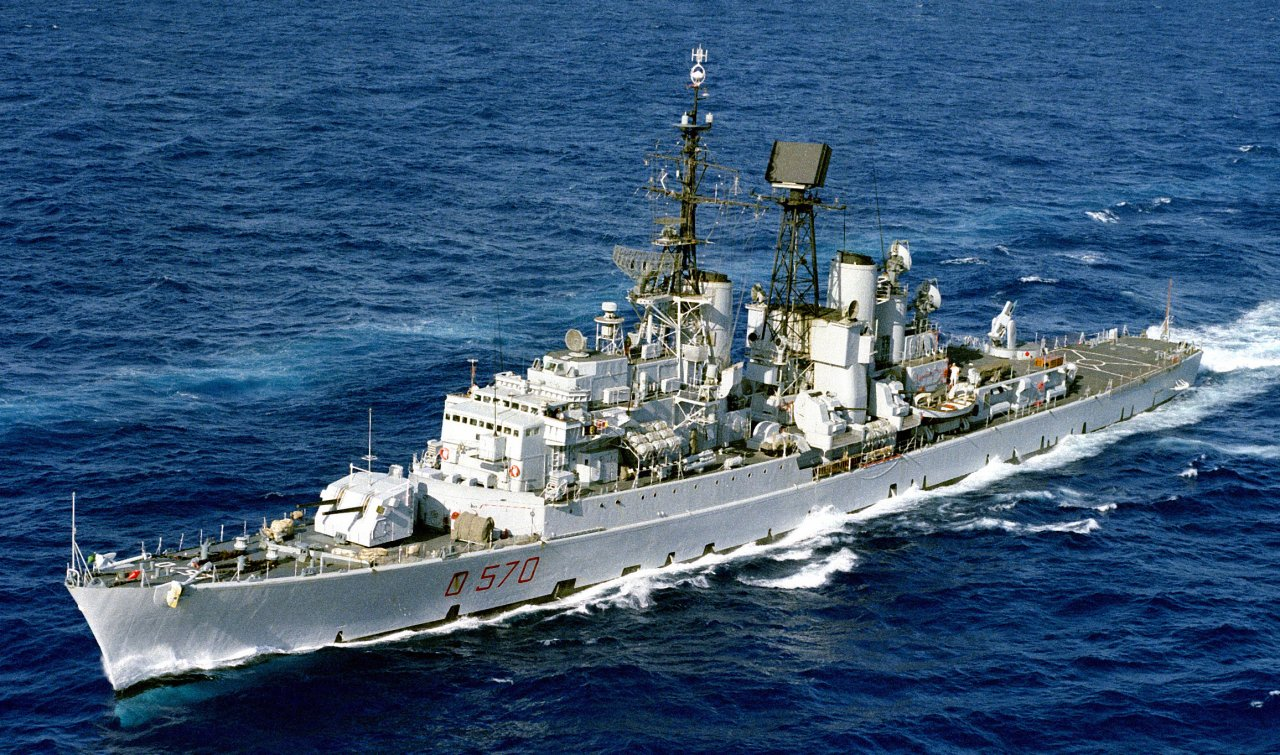
Impavido-Klasse

Die Impavido-Klasse war eine Zerstörerklasse der italienischen Marine. Die Klasse bestand aus den von 1963 bis 1991 in Dienst befindlichen Mehrzweckschiffen
- Impavido (D 570) (Typschiff)
- Intrepido (D 571).

Es handelte sich um eine verbesserte Indomito-Klasse (1955) und um die ersten in Italien gebauten Lenkwaffenzerstörer. Die Hauptaufgabe dieser in Riva Trigoso (Genua) und Livorno gebauten Schiffe lag in der Führung kleiner Flottenverbände, sowie insbesondere bei deren Verteidigung gegen Angriffe aus der Luft. Sie schieden 1991 aus dem aktiven Dienst aus und wurden von den zwei Zerstörern der De-la-Penne-Klasse ersetzt.

## Technische Daten

### Hauptabmessungen
- Länge über alles: 130,9 m
- Breite über alles: 13,6 m
- Tiefgang: 4,5 m (6 m)
- Verdrängung: 3.940 ts (maximal)

### Antriebsanlage
- 2 Turbinen
- 4 Foster Wheeler Dampfkessel
- 70.000 PS, 2 Schrauben
- Höchstgeschwindigkeit: 34 kn
- Reichweite: 6.000 sm bei 16 kn

### Besatzung und Bewaffnung
- Besatzung: 333 Mann
- 1 Raketenstarter für RIM-24-Tartar-Flugabwehrraketen
- 1 Oto-Melara-Zwillingsgeschütz 127/38 mm
- 4 Oto-Melara-Geschütze 76/62 mm
- 6 Torpedorohre für 324-mm-ASW-Torpedos
- 1 ASW-Bordhubschrauber AB212